# Ustavna odluka o suverenosti i samostalnosti Republike Hrvatske
Ustavna odluka o suverenosti i samostalnosti Republike Hrvatske je najvažnija odluka o nezavisnosti Republike Hrvatske donesena 25. lipnja 1991. od strane Sabora i predstavlja ustavnopravni temelj samostalnosti i nezavisnosti hrvatske države.
Na referendumu, održanom 19. svibnja 1991. godine, 93,94% birača izjasnilo se za suverenu i nezavisnu Republiku Hrvatsku. Budući da po Ustavu Republike Hrvatske odluka donesena na referendumu obvezuje sva državna tijela, Hrvatski sabor (koji se tada zvao Sabor Republike Hrvatske) donio je 25. lipnja 1991. dvije značajne odluke:
- Deklaraciju o proglašenju suverene i samostalne Republike Hrvatske
- Ustavnu odluku o suverenosti i samostalosti Republike Hrvatske (jedino ona ima državnopravni značaj)

Međutim, posredovanjem misije Europske zajednice, na postupak razdruživanja Hrvatske od ostalih republika i pokrajina propale SFRJ započet na temelju ovih odluka, uveden je tromjesečni moratorij prihvaćen tzv. Brijunskom deklaracijom 8. srpnja 1991. godine kojom se odgađaju svi daljnji postupci i akti. Treba naglasiti da Hrvatski sabor nikada nije povukao ili službeno poništio ustavnu odluku od 25. lipnja nego jednostavno nije vršio proceduralni postupak razdruživanja zbog spomenutih političkih okolnosti.
Jačanjem srpske agresije na Hrvatsku, koja je naročito kulminirala istekom posljednjeg dana tromjesečnog moratorija 7. listopada raketiranjem zgrade Banskih dvora u Zagrebu, tadašnjeg sjedišta predsjednika RH dr. Franje Tuđmana, Sabor je na sjednici održanoj u tajnosti (u prostorijama INA-ine zgrade u Šubićevoj ulici u Zagrebu) 8. listopada donio Odluku o raskidu svih državno-pravnih veza na temelju kojih je Hrvatska zajedno s ostalim republikama i pokrajinama tvorila dotadašnju SFRJ čime je postupak razdruživanja završen. Bez obzira na to što je postupak razdruživanja proceduralno završen tek 8. listopada, dan kada je Hrvatska utemeljena kao samostalna i nezavisna država je 25. lipnja 1991. godine.

## Tijek izglasavanja
Tadašnji predsjednik SDP-a Ivica Račan nazvao je HDZ strankom opasnih namjera tijekom kampanje za prve višestranačke izbore.
Prilikom izglasavanja spomenute Deklaracije zastupnici SDP-a napustili su sabornicu, ne želeći sudjelovati u donošenju te odluke. 
Prije ključne sjednice, Račan je predložio svoj amandman Vladimiru Šeksu, predsjedniku Ustavne komisije i višestranačke radne skupine koje su pripremale strateške zakone i deklaracije. Glasio je da se Hrvatska proglasi suverenom i samostalnom državom i da se pokrene postupak razdruživanja, ali i da se istovremeno pokrene i postupak udruživanja u novi savez jugoslavenskih republika. Šeks je odbio amandman uz obrazloženje da nakon 70 godina definitivno izlazi Hrvatska iz Jugoslavije i da narod ne namjerava sada ponovno ulaziti u novu. Odredba Ivice Račana bila je imperativno oblikovana. Tako bi Hrvatska zajedno s odlukom o razdruživanju, ne da bi mogla nego bi morala pokrenuti postupak udruživanja, što bi bilo stvaranje ustavnog temelja za uspostavu nove Jugoslavije. Motiv Ivice Račana bila je nevjerica u hrvatske snage, u predsjednika Franju Tuđmana i HDZ. Račanova procjena je bila oblikovana pod dojmom snage Srbije i JNA i smatrao je da su međunarodne silnice stvarale prejak otpor tome da se Hrvatska izađe iz jugoslavenske državne zajednice, te su se Račan i SDP stoga odlučili za nekakvu oklijevajuću opciju. Vjerojatno je radio strah od razdruživanja i posljedica razdruživanja. Račan, Ivan Matija i ostali SDP-ovci na sastanku skupine prije glasovanja objasnili su da će biti protiv i naveli razloge, to jest da Hrvatska nema potporu Europe ni svijeta te da ako Hrvatska proglasi osamostaljenje, da će u svijetu to biti ocijenjeno kao jednostrani akt odcjepljenja i da Hrvatska ne će biti prihvaćena ni priznata, pa su u SDP-u bili za očuvanje jugookvira. Pred 356 zastupnika u Saboru Šeksova je komisija pripremila dokumente o suverenosti i nezavisnosti. Tad se javio Račan i iznio prijedlog naglašavajući da je "savez samostalnih država onaj oblik rješenja jugoslavenske državne krize koji je za većinu republika prihvatljiv, a u interesu je hrvatskog naroda i državni interes RH". Dio zastupnika SDP-a i socijalista Ž. Mažara demonstrativno je napustio sabornicu. Dio je ostao na glasovanju. Ostalo je njih 49 i od toga je njih 48 glasovalo protiv, a za neovisnost RH glasovao je samo jedan zastupnik SDP-a - Marko Vlašić Čiče iz Čare na Korčuli.
Danas se dan donošenja ovih dviju odluka slavi kao Dan državnosti - nacionalni blagdan Republike Hrvatske.

## Ustavna odluka Sabora Republike Hrvatske o suverenosti i samostalnosti Republike Hrvatske
Ova ustavna odluka stupa na snagu kada ju proglasi Sabor Republike Hrvatske.